# Сябаева, Татьяна Михайловна
Татья́на Миха́йловна Сябаева (24 января 1917 года — 25 октября 1986 года) — доярка совхоза «Борская ферма» Борского района Горьковской области, Герой Социалистического Труда.

## Биография
Родилась 24 января 1917 года в деревне Михайловка ныне Починковского района Нижегородской области в крестьянской семье. Русская. В родной деревне окончила начальную школу.
В 1936 году поступила на Горьковский автомобильный завод и трудилась там подсобной рабочей до начала войны.
В 1941 году Сябаева стала дояркой в совхозе «Борская ферма» и, начиная с этого времени, все свои силы и опыт отдавала животноводству, одной из первых сумела получить 5000 кг молока от одной фуражной коровы, в 1957 году от каждой коровы своей группы она надоила по 5028 кг молока.
Указом Президиума Верховного Совета СССР от 12 марта 1958 года за самоотверженный труд, долголетнюю безупречную работу на ферме и высокие надои молока Сябаева Татьяна Михайловна была удостоена звания Герой Социалистического труда с вручением ордена Ленина и золотой медали «Серп и Молот».
С 1953 года Сябаева — участница ВДНХ, была награждена более тридцатью почётными грамотами и ценными подарками, была удостоена трёх золотых, трёх серебряных и пяти бронзовых медалей ВДНХ.
Многие годы избиралась членом президиума Горьковского областного Совета профсоюзов, была делегатом XXII и XXIII съездов профсоюзов СССР, депутатом Борского городского и Горьковского областного Советов народных депутатов.
С 1972 года — пенсионер союзного значения.
Жила в городе Бор. Скончалась 25 октября 1986 года. Похоронена на Липовском кладбище города Бор.